# LAT - EST Florbola līga
Die LAT - EST Florbola līga (kurz auch nur LAT - EST līga) ist ein internationaler Floorball-Wettbewerb. Am 8. Oktober 2023 wurde die erste Saison gestartet, sechs Mannschaften nahmen in der Debütsaison am Wettbewerb teil: FBK Valmiera, Rubene Floorball, FK Lielvārde und FK Lekrings aus Lettland, sowie SK Sparta Tallinn und Jõgeva SK Tähe aus Estland.
Die neue Liga wurde mit dem Ziel gegründet, die Gesamtzahl der während der Saison ausgetragenen Spiele für alle beteiligten Teams zu erhöhen. Sowohl die estnische als auch die lettische reguläre Liga werden neben dieser neuen Kooperationsliga weiter ausgetragen. Ausrichter des neuen Wettbewerbs ist der lettische Floorballverband Latvijas Florbola savienība.

## Modus
In der Hauptrunde spielen die Teams eine Round Robin mit zwei Durchgängen, die Abschlussplatzierungen werden jedoch erst im Rahmen eines zweitägigen Final-Four-Events ausgespielt, an dem die besten vier Teams der Hauptrunde teilnehmen.

## Mannschaften 2024/25
In der Saison 2024/25 sind 5 Mannschaften in der Elvi līga vertreten:
| Mannschaft        | Stadt (Land) |
| ----------------- | ------------ |
| FK Lielvārde      | Lielvārde    |
| Rubene Floorball  | Kocēni       |
| FBK SĀC           | Saulkrasti   |
| SK Sparta Tallinn | Tallinn      |
| Jõgeva SK Tähe    | Jõgeva       |

## Meister
| Jahr | Meister          |
| ---- | ---------------- |
| 2024 | Rubene Floorball |
| 2025 | FK Lielvārde     |